# Ilham Shaheen
Pour les articles homonymes, voir Lutfi.
Ilham Shaheen, en arabe : إلهام شاهين, est une actrice du cinéma égyptien mais aussi de télévision.

## Biographie
Ilham Shaheen, ou Ilham Chahine, naît Ilham El Sayed Ahmed Shaheen le 3 janvier 1962 au Caire en Égypte.

## Filmographie
La filmographie d'Ilham Shaheen, comprend, entre autres, les films suivants  : 
- 2015 : Regatta
- 2009 : Zero
- 2008 : Les petits plats de Fawzeya
- 2004 : Khali min al colestrol
- 2003 : Alaih el-Awadh
- 2002 : Al-raghba
- 1999 : Souq al mot aa
- 1998 : Ard ard
- 1997 : El-katl El-laziz
- 1996 : Harmonica
- 1995 :  Eghteyal Faten Tawfik
- 1994 : Laylat El Katl

## Source de la traduction
- (en) Cet article est partiellement ou en totalité issu de l’article de Wikipédia en anglais intitulé « Elham Shahin » (voir la liste des auteurs).